# Emily Jane Roberts

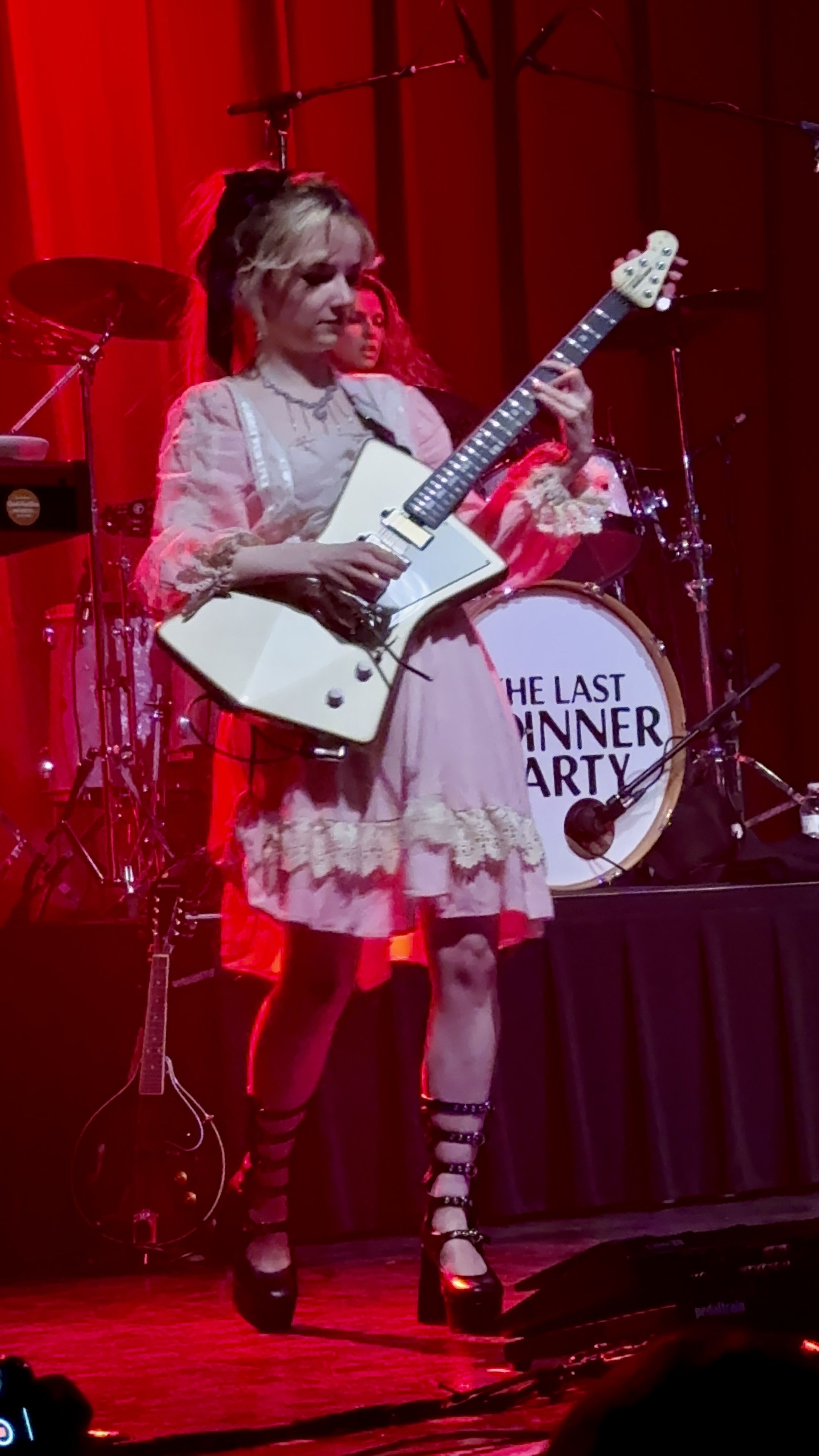
Emily Roberts bei einem Auftritt von The Last Dinner Party (2024)

Emily Jane Roberts (* 5. Februar 1998 in Chester) ist eine britische Gitarristin und Komponistin. Sie ist die Haupt-Gitarristin in der britischen Indie-Rock Band The Last Dinner Party und hat einen Hintergrund in Jazz und klassischer Musik.

## Leben und Ausbildung
Emily Roberts begann im Alter von 6 Jahren, inspiriert von Carly Simons Auftritt im Film Ferkels großes Abenteuer, Gitarre zu spielen. Diese fand sie jedoch langweilig, weshalb sie bald wieder aufhörte. Mit neun Jahren begann sie wieder regelmäßig Unterricht für die Akustik-Gitarre zu nehmen.
Roberts zog nach Manchester, um dort die Chetham's School of Music zu besuchen, wo sie Jazz und klassische Musik studierte. Während ihrer Zeit dort war sie Mitglied in der Chetham's Big Band und im Wigan Youth Jazz Orchestra. Sie bekam später einen Platz im BMus Jazz Kurs an der Guildhall School of Music and Drama in London. 2020 war sie Halbfinalistin im BBC Young Jazz Musician Wettbewerb.

## Karriere
Roberts' professionelle Musik-Karriere begann 2014, als sie am Creative Leadership Ensemble teilnahm, ein Projekt mit dem Fokus Frauen im Jazz zu fördern. Von 2016 bis 2021 trat sie mit einer Vielzahl von Orchestern unter anderem in der Royal Festival Hall, auf dem Wigan International Jazz Festivall und in der Barbican Concert Hall. Sie trat außerdem mit Guildhall Jazz und den BBC Sängern in einer Konzertausstrahlung für das BBC Radio 3 auf. Sie sammelte Erfahrungen im Musical-Theater als Zweitbesetzung für die elektrische Gitarre, Mandoline, den Bass und die Akustik-Gitarre für die West End Produktion von "Our Ladies of Perpetual Succour" (auf Deutsch: Unsere Liebe Frau von der immerwährenden Hilfe) im Duke of York's Theatre im Sommer 2017.
2018 ging Roberts mit dem Neofolk Musiker Blanco White auf Tour und trat mit verschiedenen Musikern aus verschiedenen Genren auf, unter anderem mit der Londoner Indie Pop Band Pink Haze. Im Jahr darauf wurde sie Mitglied in einer Queen Tribute Band mit dem Namen Fat Bottomed Girls. Sie beschrieb die Zeit, die sie in dem Sommer damit verbracht hatte "zu versuchen in Brians Spielweise zu gelangen" ("trying to get inside Brian's playing"), als starken Einfluss auf ihren späteren Stil. Letztendlich spielte die Tribute Band nur einmal live auf einer Convention in der Nähe von Hull.
2021 begann Roberts eine Songwriter Zusammenarbeit mit der Musikerin Georgia Williams. Als Duo Wednesday's Child veröffentlichten sie ihre Debüt-EP "Wednesday's Child" mit fünf Songs. Wednesday's Child wurde auf verschiedenen "BBC Introducing" Mixtapes von Tom Robinson veröffentlicht, mit denen Musiker und Bands ohne Plattenvertrag bekannter gemacht werden sollten. Die Band begann mit inzwischen 5 Mitgliedern live aufzutreten und veröffentlichte im Juli 2023 eine zweite EP mit dem Titel "Seven Sisters". Diese beinhaltete sieben Songs über sieben Frauen, alls Lieder wurden von Roberts und Williams geschrieben und komponiert. Songs von dieser EP, zum Beispiel "Theda" und "Paula" wurden auch im BBC Radio gespielt.
2022 veröffentlichte Emily Roberts eine solo jazz EP "The Persistence of Memory", welche Kritiker wegen seines "aufregenden Stilmixes… jazz…und Soul" ("exciting mix of styles … jazz  … and soul") und Roberts´ Arrangements empfahlen. Emily Roberts trat nach der Veröffentlichung beim jährlichen London Jazz Festival auf und Songs von der EP wurden bei BBC Radio 3 ausgestrahlt.
Roberts war als Gitarristin im Musical Six zu sehen, bevor sie 2022 Mitglied der Band The Last Dinner Party wurde. Dort spielt sie seitdem die Lead-Gitarre, die Mandoline, die Flöte und trägt zum Gesang bei. In Kritiken zum Debüt-Album der Band, Prelude to Ecstasy, wurde Roberts´ Gitarren-Stil als "soaring, impressively stadium-ready axe heroics" beschrieben. Ihre Live-Performances wurde auch positiv aufgenommen, Musikkritikerin Kitty Empire merkte an, dass Roberts "Rock Solos mit einem Mona Lisa Lächeln spielt … (sowie mit) Genauigkeit und Gelassenheit" ("peels off rock solos with a Mona Lisa smile … [and] precision and sangfroid").
Im Dezember 2024 war Roberts als Gastauftritt bei Sophie Ellis-Bextor’s New Year’s Eve Disco, welche bei BBC One am 31. Dezember 2024 ausgestrahlt wurde.